# Лобанов Леонід Михайлович
Леонід Михайлович Лобанов (нар. 29 вересня 1940, м. Саратов, РСФРР) — український науковець у галузі зварювальних процесів, матеріалознавства, міцності матеріалів і зварних конструкцій, професор, доктор технічних наук, академік НАН України.

## Біографія
Леонід Михайлович народився 29 вересня 1940 року у місті Саратові РСФРР.
У 1962 р. закінчив факультет промислового та цивільного будівництва Київського інженерно-будівельного інституту. 1968 — вечірнє відділення механіко-математичного факультету Київського державного університету ім. Т. Г. Шевченка.
З 1963 року працює в Інституті електрозварювання АН УРСР
Кандидатську дисертацію Леонід Михайлович захистив у 1969 р., у 1984 р. здобув вчений ступінь доктора технічних наук. 1991 р. отримав звання професора
З 1985 р. — завідувач відділу оптимізації зварних конструкцій нової техніки та заступник директора з наукової роботи Інституту електрозварювання ім. Є. О. Патона.
У 1990 р. обраний членом-кореспондентом Академії наук УРСР.
У 1997 році обраний академіком НАН України.
З 2015 р. — академік-секретар Відділення фізико-технічних проблем матеріалознавства Національної академії наук України.

## Напрямки наукової діяльності
Наукова діяльність Лобанова пов'язана з вивченням поведінки матеріалів при зварюванні, розробленням методів дослідження та регулювання зварювальних напружень і деформацій, створенням високоефективних зварних конструкцій нової техніки, методів і засобів їх діагностики.
Леонід Лобанов є автором понад 800 наукових робіт, в тому числі 8 монографій, понад 80 свідоцтв про винаходи і патентів.
Підготував 10 докторів та 17 кандидатів технічних наук.

## Нагороди
- 1981 р.  — Премія Ради Міністрів СРСР;
- 1982 р.  — Орден "Знак Пошани";
- 1994 р.  — Державна премія України в галузі науки і техніки;
- 1997 р . — Орден "За заслуги" III ступеня;
- 1997 р — Медаль Ю. В. Кондратюка за участь в космічній діяльності;
- 2004 р. — Премія ім. Є. О. Патона;
- 2004 р. — Заслужений діяч науки і техніки України;
- 2007 р. — Медаль НАН України «За наукові досягнення».
- 2009 р. — Орден за заслуги ІІ ступеня;
- 2014 р. — Орден за заслуги І ступеня;
- 2014 р. — Почесний золотий знак Польського науково-технічного товариства;
- 2018 р. — Орден Ярослава Мудрого V ст.
- 2020 р. — присудження Золотої медалі імені Б. Є. Патона[3]